# Percusemble Berlin
Percusemble Berlin ist ein Schlagzeug-Ensemble, das 1997 von Edgar Guggeis († 2003), ehemaliger Professor der Hochschule für Musik „Hanns Eisler“ Berlin, gegründet wurde.
Die Formation bestand zunächst ausschließlich aus Schülern der Hochschule für Musik Berlin, hat sich jedoch im Laufe der Zeit zu einem eigenständigen, international anerkannten Schlagzeug-Ensemble entwickelt.